# Magnolia dealbata
Espèce
Statut de conservation UICN

 NT  : Quasi menacé
Magnolia dealbata est une espèce de plantes à fleurs de la famille des Magnoliaceae. C'est un arbre originaire du Mexique.

## Description
C'est un arbre.

## Répartition et habitat
Il pousse dans les forêts mésophiles du Mexique en compagnie de Carya palmeri, Chaetoptelea mexicana, Clethra pringlei, Dalbergia sp., Juglans mollis, Morus celtidifolia, Persea spp., Platymiscium sp. et Tilia mexicana.